# Maasella edwardsii
Alcyon brun
Genre
Espèce
Synonymes
- Fascicularia edwardsi (de Lacaze-Duthiers, 1888)[1]
- Fascicularia radicans Viguier, 1888[1]
- Paralcyonium edwardsii de Lacaze-Duthiers, 1888[1]
- Viguieriotes edwardsii (de Lacaze-Duthiers, 1888)[1]

Maasella edwardsii, communément appelé l’Alcyon brun et unique représentant du genre Maasella, est une espèce de cnidaires de la famille (biologie) des Paralcyoniidae. Elle forme des colonies de cinq à quinze polypes de 1 à 2 cm de haut. Cette espèce est endémique de la mer Méditerranée.

## Systématique
L'espèce Maasella edwardsii a été initialement décrite en 1888 par le biologiste, anatomiste et zoologiste français Henri de Lacaze-Duthiers (1821-1901) sous le protonyme de Paralcyonium edwardsii,.
En 1914, le naturaliste autrichien Franz Poche (1879-1945) crée le genre Maasella pour y ranger cette unique espèce, ou plus exactement le taxon synonyme Fascicularia radicans Viguier, 1888.

## Étymologie
Le nom du genre Maasella a été choisi en l'honneur du biologiste allemand Otto Philipp Maas (d) (1867-1916), fin connaisseur de cet embranchement.
Son épithète spécifique, edwardsii, lui a été donnée en l'honneur du zoologiste français Henri Milne-Edwards (1800-1885), créateur du genre Paralcyonium auquel l'auteur avait initialement rattaché cette espèce.

## Publications originales
- Genre Maasella :
  - (de) Franz Poche, « Das System der Coelenterata », Archiv für Naturgeschichte. Abteilung A., Berlin, Nicolaische Verlags-Buchhandlung, vol. 80, no 5,‎ 1914, p. 47-128 (ISSN 3057-2304, OCLC 1481990, lire en ligne).
- Espèce Maasella edwardsii (sous le taxon Paralcyonium edwardsii) :
  - de Lacaze-Duthiers, « Les progrès du laboratoire de Roscoff et du laboratoire Arago », Comptes rendus de l’Académie des sciences, Paris, Académie des sciences, inconnu et Gauthier-Villars, vol. 106,‎ 1888, p. 1770-1777 (ISSN 0249-6321, 2419-7610, 0001-4036 et 2419-6304, OCLC 07029828 et 1124612, BNF 34348108, lire en ligne).